# Write Off This Episode
«Write Off This Episode» (укр. «Спиши цей епізод») — дев'ятнадцята серія тридцять четвертого сезону мультсеріалу «Сімпсони», прем'єра якої відбулась 30 квітня 2023 року у США на телеканалі «Fox».

## Сюжет
В результаті чергової пригоди на Гомера нападають скунси. Мардж береться помити Гомера, і почистити його одяг. Мардж розповідає, що в неї є спосіб почистити смердючий одяг, що працює без використання пральної машини: просто перемішати кілька інгредієнтів для чищення у старій наволочці. Ліса каже мамі, що вони могли б покращити життя людей, які не мають доступу до пральних машин, наприклад бездомних.
У Спрінґфілдському Сквідпорті Мардж і Ліса починають роздавати наволочки з інгредієнтами бездомним, що змінює останніх на краще, включно з Ґілом. Коли Багатий Техасець бачить їхній стенд, він вирішує зробити благодійну пожертву як податкове вирахування для них. Коли він дізнається, що вони ще не зареєстровані як благодійна організація, то змушує свого бухгалтера допомогти їм. Мардж і Ліса реєструються як «Фонд Ліси М. Сімпсон».
Справи фонду йдуть добре. Якось закінчиться харчова сода, і Ліса вражена тим, що Мардж використовує харчову соду «Hand & Armor», компанія якої підтримує дитячу працю. Дівчинка вирішує обійти увесь свсіт, щоб знайти етичні інгредієнти-замінники. Разом з Гомером Ліса вирушає до буддійського храму на вершині гори, де монахи виготовляють соду.
Тим часом Мардж залишається самотужки керувати кіоском. Член Армії Спасіння виганяє Мардж, коли Сімпсони використовують їхнє місце. Берніс Гібберт бачить це та вирішує допомогти Мардж підвищити обізнаність про благодійність, допомагає створити офіс і спонукає бренди спонсорувати їх. Коли Ліса повертається, вона з жахом виявляє, що Мардж дозволила торговим маркам «посиніти» (офіційний колір фонду від кольору волосся Мардж) і що мати взяла пожертву від містера Бернса — найбільшого забруднювача довкілля у місті.
Деякий час Мардж і Ліса постійно сваряться через це. Якось під час примирення Мардж каже Лісі, що її «підвищили» до «почесного засновника», що означає, що вона більше не має жодної влади в благодійній організації. Це ще більше обтяжує ситуацію.
Гомер, якого звільняли дуже багато разів, навчає Лісу пережити звільнення та допомагає їй подолати це. Зрештою дівчинка вибачається перед Мардж за те, як вона вчинила, і погоджується піти з нею на відкриття «Центру фонду Ліси М. Сімпсон». Коли Мардж їде в лімузині на відкриття, вона розуміє, що Ліса мала рацію і благодійна організація не зробила нічого значущого для цільових споживачів — бездомних. Біля Центру, Мардж виявляє, що Ґіл знову бездомний, оскільки притулок для бідних знесли для будівництва «Центру фонду Ліси М. Сімпсон».
Мардж вривається на захід і скаржиться на недостатню роботу благодійної організації, а потім передає слово Лісі. Дівчинка вирішує перетворити «Центр Фонду Ліси М. Сімпсон» на притулок для бездомних, і вони з Мардж відчиняють двері. Тієї ж миті безхатьки заходять і починають їсти з багатіями-гостями. Містер Бернс виголошує промову про те, що вони були там не заради благодійності, а лише для того, щоб виглядати краще. Бухгалтер-ковбой офіційно призначив Лісу головою благодійної.
У сцені під час титрів показано, як Мардж довго миє Гомера зі шланга, що останньому не дуже до вподоби.

## Виробництво
Коментуючи жарт зі ставками на початку серії співвиконавчий продюсер Роб Лазебник відзначив, що сценарист епізода Дж. Стюарт Бернс є математиком за освітою, тож він розумів, що на те, що «МАТЕМАТИКА НЕПІДПОВІДНА 1/0» Гомер НЕ робив би ставку.
Район Спрінґфілдський Сквідпорт змодельовано за зразком кварталу Веніс (Лос-Анджелес), де Стюарт Бернс продавав будинок.
За словами Лазебника команда і режисер епізода Метью Настюк «витратили багато часу, щоб створити зелений козирок [яким зображають бухгалтерів] прямо на капелюсі-стетсоні бухгалтера-ковбоя».

## Культурні відсилання та цікаві факти
- На початку серії замість підвалу під основою будинку є вузький простір[4].
- Ґіл працював фотомоделлю «людини в костюмі» для хостингу стокових зображень «Getty Images»[5].
- У пісні для обізнаності у благодійності Берніс згадує «кількох Кардаш'ян»[6].
- Термін «посиніння» (англ. «bluewashing») — відсилання на «рожевлення» (англ. «pinkwashing») — форми маркетингу, яка використовує рожеві стрічки. Компанії розміщують логотип із рожевою стрічкою на продуктах, які викликають різні види раку[7].
  - На це також є відсилання в пісні, де Венді Сейдж, персонажу, що подолала рак молочної залози, чіпляють блакитну стрічку поверх її рожевої.
- Фонд «Ліси М. Сімпсон» подав до суду на пиво «Pabst Blue Ribbon» за використання синьої стрічки в емблемі. В результаті компанія провела ребрендинг у «Pabst Teal Fabric Bow» (укр. «Пиво „Pabst“ з бірюзовим бантом»)[6].

## Ставлення критиків і глядачів
Під час прем'єри серію переглянули 0,89 млн осіб, з рейтингом 0.3, що зробило її другим найпопулярнішим шоу на каналі «Fox» тієї ночі, після «Сім'янина».
Тоні Сокол з «Den of Geek» оцінив серію на чотири з п'яти зірок, сказавши:
|  | Хоча серія розглядає серйозну тему, в ній чудово поєднується гумор і коментар. Сюжет майже повністю розповідається через ґеґи, що нагадує попередні сезони серіалу… Навіть головна особиста битва Мардж і Ліси розповідається як ґеґ. Сімпсони змішують це, але врешті-решт все виходить чистим, бо ця додаткова сцена чищення Гомера від скунсів займає деякий час, щоб не побачити заворотного. |

Реян Мішра з «TheReviewGeek» оцінив серію на три з п'яти зірок, сказавши:
|  | Серія доносить важливе повідомлення з хорошим ступенем розваг. Усі головні герої задіяні, і вони добре впоралися. Хоча тут не вистачає гумору та гостроти. Насправді настільки, що це більше схоже на драму, ніж на комедію. Тим не менш, якщо Ви шукаєте захоплюючу історію, ви не розчаруєтеся. Це не так комічно, але цікаво. |

Згідно з голосуванням на сайті The NoHomers Club більшість фанатів оцінили серію на 3/5 із середньою середньою оцінкою 2,97/5.